# Aborto en las Islas Canarias
El aborto en las Islas Canarias, también conocido como Interrupción voluntaria del embarazo (IVE), es legal. La legislación sobre el aborto se elabora a nivel nacional en España, y el aborto fue despenalizado en 1985, con importantes reformas en 2010. Cada región está a cargo de crear su propio sistema para la implementación de la ley en la sanidad pública, existiendo diferencias de una región a otra.
El aborto ha sido en gran medida ilegal en España, desde antes de la dictadura de Franco y la Transición democrática. A pesar de las políticas nacionales, la realidad del acceso a los trámites de IVE ha variado mucho en España de una región a otra, tanto históricamente como en la actualidad. Como resultado de las políticas franquistas en torno al aborto y la anticoncepción, Las Islas Canarias tuvieron una de las tasas de natalidad más altas en el período franquista y seguirían siendo históricamente válidas en períodos posteriores, incluido el período de Zapatero. Durante el periodo Zapatero también la región tuvo una de las tasas más altas de España de abortos por cada 1.000 mujeres de 15 a 44 años. Las mujeres que buscaban abortos en este período a veces tenían que pagar por los abortos, y la ley no exigía que los abortos fueran parte de las ofertas del servicio nacional de salud hasta un cambio en la ley en 2010. En diciembre de 2013, el Consejo de Ministros del Partido Popular de España aprobó un proyecto de ley llamado la Ley Orgánica de Protección de los Derechos del Concebido y la Mujer Embarazada. Esta acción movilizó a las feministas de las Islas Canarias para luchar por mantener el derecho al aborto a nivel nacional. El tren de la libertad del 1 de febrero de 2014 de 2014 contó con participantes feministas de las Islas Canarias. Durante la era de Pedro Sánchez, las Islas Canarias tenían una tasa de abortos por cada 1.000 mujeres residentes superior a la media nacional.
Los servicios de interrupción voluntaria del embarazo están disponibles en ambas provincias de España desde aproximadamente 1986, con la excepción de la provincia de Santa Cruz de Tenerife, que carecía de clínica pública o privada en 1988. Fueron cuatro centros de salud públicos y cuatro centros de salud privados que realizaron interrupciones voluntarias de embarazos en la región en 2022.
La mayoría de los abortos realizados en las Islas Canarias se realizan en clínicas privadas, y menos del cuatro por ciento se realizaron en centros sanitarios públicos en el período comprendido entre 2010 y 2018. Entre 2014 y 2022, la tasa de Interrupciones Voluntarias del Embarazo por cada 1.000 mujeres ha estado entre 10,61 en su punto más bajo y 12,10 en su punto más alto.

## Contexto nacional
Históricamente, el acceso al aborto en España ha dependido del dominio masculino sobre las mujeres y sus actividades reproductivas. El aborto se ha utilizado como un medio para afirmar el control no sólo sobre los cuerpos y la sexualidad de las mujeres, sino también para hacer cumplir las normas culturales de género y los ideales patriarcales en la sociedad en general. Si bien el aborto se utilizó como forma de control de la natalidad en España en el pasado, demógrafos y sociólogos españoles han dicho que no se utiliza de esa manera en la España contemporánea.
El aborto legal es importante porque reduce las muertes entre mujeres por complicaciones del embarazo y reduce la mortalidad infantil. En España, a mediados de la década de 1970, los abortos ilegales eran una causa importante de muerte entre mujeres de entre quince y cuarenta y nueve años. El control de la natalidad tiene una tasa de mortalidad femenina mucho más baja que los abortos, y es mucho más baja que la mortalidad femenina en España por abortos ilegales.

### Historia nacional
El Liber Iudiciorum fue una recopilación de leyes visigodas del rey Recesvinto que se promulgó en el año 654. Mencionaba el aborto, el infanticidio y el homicidio en el Libro VI. La pena para quienes provocaban abortos era la muerte. En aquella época, los visigodos controlaban casi toda la actual España, Portugal y Ceuta.
La ley en España fue modificada el 24 de enero de 1941 para caracterizar el aborto como un crimen contra el Estado. Esta ley lee en parte: “La política demográfica es una de las preocupaciones fundamentales de nuestro Estado. No se concibe una política demográfica eficaz sin abordar el problema de los miles y miles de vidas que se frustran antes de nacer, por maniobras criminales. Así lo dice la experiencia y el asesoramiento de los técnicos a través de Entidades científicas competentes. El estrago harto acusado en tiempos anteriores como consecuencia de un sentido materialista de la vida, adquirieron caracteres de escándalo durante el régimen republicano, agudizándose aún más escandalosamente en aquellas zonas sometidas a la dominación del Frente Popular. El Gobierno, consciente de su responsabilidad, decide combatir el crimen social que el aborto provocado representa y que impide que nazcan muchos miles de españoles anualmente.”
El control de la natalidad fue ilegal en toda España durante el período franquista. En 1975 en España, la tasa de mortalidad femenina durante el embarazo era de 23 por 100.000 mujeres, una tasa similar a la de otros países occidentales industrializados donde el aborto era ilegal.El aborto fue despenalizado en el Código Penal por primera vez en todo el territorio español en 1985 en tres supuestos: por motivos terapéuticos, por motivos eugenésicos y en caso de violación previa denuncia policial. El aborto sólo era legal en estos casos antes de la semana 22, semana 22 y semana 12 respectivamente. La ley de 1985 exigía que cada vez que un centro de salud realizara un aborto, debía informarse al Ministerio de Sanidad. Los datos que se debían reportar incluían la provincia donde se realizó el aborto y la provincia donde residía la mujer que abortó. Si bien el aborto fue despenalizado en 1985, no se convirtió en un servicio ofrecido por la sanidad pública hasta un cambio en la ley en 2010. Como resultado, durante este período entre 1985 y 2010, casi todos los abortos se realizaron en clínicas privadas y el precio por una interrupción voluntaria del embarazo rondaba las 30.000 pesetas.
La Ley de Salud Sexual y Reproductiva y de Interrupción Voluntaria del Embarazo fue reformada en mayo de 2022 de diferentes maneras. Se abordó específicamente la falta de centros, especialmente públicos, que prestaran servicios para la interrupción voluntaria del embarazo, en provincias que no tenían ninguna y exigían que las mujeres de esas provincias viajaran a otras provincias u otras regiones para poder acceder ese servicio. También se quiso proteger a las mujeres que acudían a centros de salud para someterse a procedimientos de IVE del acoso de activistas antiaborto.
En febrero de 2023, el Tribunal Constitucional confirmó la ley de 2010 que permitía a las mujeres abortar mediante petición gratuita durante las primeras catorce semanas de su embarazo. El caso fue llevado originalmente a los tribunales por el Partido Popular en 2010, después de que el PSOE aclarara y liberalizara las leyes sobre el aborto.

### Situación jurídica
La legislación sobre el aborto se modificó en 2010 para permitir a las mujeres abortar libremente hasta la decimocuarta semana de embarazo sin justificación. Desde la semana catorce a la veintiuna, sólo se podrá practicar un aborto si existe una razón médica para ello, como por ejemplo que la madre esté en riesgo. A partir de la semana veintidós, sólo se podrán realizar abortos si se detectan anomalías fetales que sean incompatibles con la vida fuera del útero. Así lo confirmó el Tribunal Constitucional en febrero de 2023.
En España se apoya que los servicios de interrupción voluntaria del embarazo en la sanidad pública sean gratuitos. Esto incluye los servicios prestados en clínicas privadas tras derivaciones de médicos de la sanidad pública. Esto se debe a que estos costes los cubre la sanidad pública autonómica bajo la dirección del Sistema Nacional de Salud de España. Sin embargo, la implementación de las leyes sobre el aborto se deja en gran medida en manos de las regiones y sus organismos de salud.

## Centros
A pesar de los cambios legislativos de 2010, el gobierno de las Islas Canarias modificó muy poco su política sobre el aborto. Los abortos sólo se realizaban tres clínicas privadas, y las mujeres que acudían a la sanidad pública para realizarse un procedimiento de IVE eran derivadas a una de ellas. Esto podía provocar que las mujeres tuvieran que esperar días adicionales antes de poder abortar.
En 2011, una mujer que buscara información sobre un procedimiento de IVE en la sanidad pública no podía conseguirla en su centro de salud local. En cambio, era derivada a la Dirección del Área de Salud de su isla. Tras acudir personalmente, comenzaba el proceso para obtener la derivación de la sanidad pública a una clínica privada. Este proceso incluía una entrevista, un período de reflexión de tres días, la confirmación nuevamente de que la mujer quería un aborto y luego una derivación a la clínica. Además, algunas mujeres tenían que volar a Tenerife o Gran Canaria para ir a una clínica porque no había ninguna en su isla. Para los abortos por riesgo para la vida o la salud de la mujer entre las semanas catorce y veinte, era necesario que los médicos de la sanidad pública lo autorizaran. Había un número limitado de hospitales donde las mujeres podían solicitar dicha autorización, y luego debían desplazarse hasta la única clínica de las Islas Canarias, en Tenerife, que estaba autorizada para realizar el procedimiento.
En 2012, para solicitar un aborto a la sanidad pública, a realizar en una clínica privada, las mujeres primero debían pasar por su Área de Salud correspondiente. En ese momento había siete áreas de este tipo, en Gran Canaria, Tenerife, Puerto del Rosario en Fuenteventura, Arrecife en Lanzarote, Santa Cruz de la Palma, San Sebastián de la Gomera en La Gomera y Valverde en El Hierro.

### Centros de salud públicos
En 2005 el 3,9% de los abortos en la región se realizaron en centros de salud públicos. En 2020, solo el 4%, 150 en total, de los abortos se realizaron en centros de salud públicos.
En 2011 no existían centros de salud públicos autorizados para realizar procedimientos de IVE. En 2012 había en Las Palmas tres centros públicos autorizados para realizar procesos de IVE, el Hospital Universitario Materno Infantil de Canarias en Las Palmas de Gran Canaria, el Hospital Universitario Doctor José Molina Orosa en Arrecife y el  Hospital General de Fuerteventura en Puerto del Rosario. Estos dos últimos sólo realizaron IVE en los supuestos previstos por las razones A y B en el artículo 15 de la Ley Orgánica 2/2010. En 2012 en Santa Cruz de Tenerife había dos centros de salud públicos acreditados que realizaban IVE, el Hospital Universitario Nuestra Señora de Candelaria de Santa Cruz de Tenerife y el Hospital Universitario de Canarias de La Laguna. En 2022, eran cinco los hospitales públicos que practicaban abortos en las Islas Canarias. Estaban ubicados en las islas de Gran Canaria, Fuerteventura, Lanzarote y Tenerife.
En 2010 y 2011, una de las razones por las que sanidad pública tuvo problemas para ofrecer procedimientos de IVE fue por la presencia de objetores de conciencia entre el personal sanitario.

#### Hospital Universitario de Canarias
El Hospital Universitario de Canarias realizó abortos entre 2008 y 2015. En 2008 realizó treinta y cuatro IVE por malformaciones fetales. En 2009, este número aumentó a cincuenta y uno. Al año siguiente, hubo cuarenta y cinco casos de este tipo. Con la implantación de la Ley Orgánica 2/2010, los motivos empezaron a cambiar. Cuarenta y tres de esos cuarenta y cinco casos se debieron al artículo 15B de la ley de 2010, que decía que el embarazo no había pasado de la semana 22, y un médico había detectado un riesgo grave de anomalías en el feto que había sido confirmado por dos médicos especialistas. Los dos abortos restantes ese año fueron por el artículo 15C que decía que anomalías fetales incompatibles con la vida eran detectadas y luego confirmadas por otro médico especialista, o cuando se había detectado una enfermedad gravísima e incurable y un procedimiento de IVE era aprobado por un comité clínico. En 2011, se realizaron cuarenta y nueve procedimientos de IVE relacionados con anomalías fetales en el hospital, cuarenta y cinco por los motivos detallados en el artículo 15B y cuatro en el artículo 15C. Las razones de los casos de 15C incluyeron enfermedades cardíacas graves, displasia esquelética, oligoamnios absoluto y enfalocele. En 2012, se realizaron cuarenta y ocho abortos por anomalías fetales y treinta y nueve casos el año siguiente. Entre 2012 y 2013, el Hospital Universitario de Canarias realizó ochenta y ocho abortos por anomalías fetales. El 28% de estos fueron por aneuploidía, el 5% por oligoamnios, el 21% por hidropesía, el 7% por defectos de la pared, el 3% por malformaciones urinarias, el 18% por malformaciones congénitas del sistema nervioso, el 5% por cardiopatía, 1% por síndromes maternos, 1% por displacia esquelética, 1% por malformación adenoidea quística, 1% por monocorial discordante y 1% por VACTERL (defectos vertebrales, atresia anal, defectos cardíacos, traqueoesofágicos, fístula, anomalías renales y anomalías de las extremidades).

### Clínicas privadas
En 2011 había tres clínicas privadas autorizadas para realizar procedimientos de IVE hasta la semana catorce. Dos estaban ubicadas en Tenerife y una en Gran Canaria. En 2011 sólo había una clínica autorizada para realizar abortos a partir de la semana catorce, en Tenerife. En 2012 hubo dos centros privados acreditados que realizaron procedimientos de IVE en la provincia de Las Palmas, la Clínica Gara de Telde y la Clínica Nuestra Señora del Carmen de Las Palmas de Gran Canaria. En 2012 hubo dos centros privados acreditados que realizaron procedimientos de IVE en Santa Cruz de Tenerife, la Clínica Tara en El Cantillo en Tacoronte y la Clínica Tacoronte.
En 2022, había cuatro clínicas privadas que realizaban procedimientos de IVE. Las clínicas privadas que realizan IVE en las Islas Canarias que han sido acreditadas por la Consejería de Salud incluyen la Clínica Tacoronte Dr. Juan Reyes, la Clínica Nuestra Señora del Carmen, la Clínica Gara y la Clínica Tara. Si la sanidad pública no cubre el coste de los servicios relacionados con la IVE, en 2022 el precio de la pastilla para un aborto farmacológico oscilaba entre 300 y 350 euros, mientras que el coste de una intervención quirúrgica oscilaba entre 350 y 1.200 euros.

## Evolución en las Islas Canarias

### España franquista  (1939 – 1975)

#### Enjuiciamiento del aborto
Ocasionalmente se abrieron procesos penales en las Islas Canarias durante la dictadura de Franco. Santa Cruz de Tenerife fue la cuarta provincia con más diligencias previas incoadas por el delito de aborto en 1975 con ocho, muy por detrás de Asturias con noventa y dos y ligeramente por delante de las provincias Valladolid y León empatadas en el quinto puesto con seis diligencias cada una. Este tipo de procedimiento fue relativamente frecuente en las Islas Canarias en los últimos años del franquismo, produciéndose al menos un procedimiento de este tipo cada año en ambas provincias. Los sumarios de Emergencia, Ordinarios y otros del Título IV de la Ley de Procedimiento Penal por el delito de aborto se produjeron durante el mismo período a aproximadamente el mismo ritmo. La principal diferencia fue que el año pico para el segundo tipo de procedimientos ocurrió en 1971, con ocho, mientras que los procedimientos previos al juicio en el período comprendido entre 1971 y 1975 alcanzaron su punto máximo en 1975.
| Ubicación              | Ubicación      | Año  | Año  | Año  | Año  | Año  | Año   |
| Provincia              | Región         | 1971 | 1972 | 1973 | 1974 | 1975 | Total |
| ---------------------- | -------------- | ---- | ---- | ---- | ---- | ---- | ----- |
| Las Palmas             | Islas Canarias | 1    | 1    | 3    | 2    | 2    | 9     |
| Santa Cruz de Tenerife | Islas Canarias | 2    | 1    | 4    | 1    | 8    | 16    |
| España                 | España         | 90   | 110  | 147  | 82   | 173  | 605   |

| Lugar                  | Lugar          | Año  | Año  | Año  | Año  | Año  | Año   |
| Provincia              | Región         | 1971 | 1972 | 1973 | 1974 | 1975 | Total |
| ---------------------- | -------------- | ---- | ---- | ---- | ---- | ---- | ----- |
| Las Palmas             | Islas Canarias | 2    | 4    | 1    | 3    | 1    | 11    |
| Santa Cruz de Tenerife | Islas Canarias | 6    | 2    | 1    | 3    | 2    | 14    |
| España                 | España         | 122  | 157  | 145  | 112  | 66   | 602   |

#### Estadísticas
En 1970, las Islas Canarias tenían la tasa de natalidad más alta de España.

### Transición democrática (1975 – 1982)
En noviembre de 1979 se llevó a cabo una encuesta de opinión pública por el Centro de Estudios Constitucionales. Se preguntó "¿Crees que debería permitirse el aborto en España?" De los 46 encuestados de las Islas Canarias, 20 dijeron que no, 33 dijeron que sí si había peligro para la vida de la madre, 22 dijeron que si había alguna anomalía fetal, 17 dijeron que sí por libre decisión y 9 no respondieron. La encuesta también preguntaba: "¿Está usted a favor o en contra de que se legalice el aborto en España?" Del total de 390 encuestados nacionales de Asturias, Cantabria, Navarra, las dos Castillas, Aragón, Baleares, Murcia, Valencia, Extremadura y La Rioja que estaban agrupados en lugar de por su propia región, el 19% dijo que a favor, el 68% dijo estar en contra, el 9% no sabía y el 5% no quiso responder. Esto se compara con los totales nacionales donde el 27% dijo estar a favor, el 60% se opuso, el 8% no sabía y el 5% no respondió. La encuesta también preguntaba: "¿Está usted a favor o en contra de que se legalice el aborto en España?" Del total de 46 encuestados de las Islas Canarias, el 26% dijo estar a favor, el 59% dijo estar en contra, el 13% no sabía y el 2% no quiso responder. Esto se compara con los totales nacionales donde el 27% dijo estar a favor, el 60% se opuso, el 8% no sabía y el 5% no respondió.
Los expedientes incautados por las autoridades que acusaban a la Clínica Los Naranjos de Sevilla de realizar abortos ilegales en 1981 mostraban que mujeres habían viajado hasta allí para someterse a un procedimiento de IVE desde Extremadura, Canarias y Galicia.

#### Las 11 de Basauri
La sentencia judicial de Las 11 de Basauri movilizó a las feministas de toda España. Esto daría lugar a que las mujeres de las Islas Canarias intentaran cambiar las leyes nacionales y abrir un debate en la sociedad española sobre si, a nivel legal, los embriones deberían tener los mismos derechos que las mujeres, que también tienen derechos reconocidos constitucionalmente. Numerosos colectivos feministas de toda España apoyaron a las mujeres procesadas de Basauri. Las mujeres de las Islas Canarias realizaron manifestaciones en apoyo a las acusadas.

#### Estadísticas
A finales de la década de 1970, la tasa de natalidad en Andalucía y las Islas Canarias era más alta que la de España y Europa. El número total de nacimientos ilegítimos en España en 1976 fue de 14.619 de un total de 677.456 nacimientos ese año. Las regiones con mayores tasas de nacimientos ilegítimos se encuentran en Galicia, Islas Canarias y Baleares. En 1978, entre las mujeres casadas de Andalucía y las Islas Canarias, el 31% nunca había utilizado ningún método anticonceptivo y el 88% no tenía hijos. En Andalucía y las Islas Canarias en 1978, poco menos del cuatro por ciento de las mujeres casadas utilizaban métodos anticonceptivos antes del nacimiento de su primer hijo. En 1979, la tasa de natalidad era del 1,9% mientras que la tasa de mortalidad era del 0,8%. Andalucía y las Islas Canarias tenían tasas de natalidad considerablemente superiores a la media nacional.

### Felipe González (1982 – 1996)
Uno de los principales hitos de la era de Felipe González fue la legalización del aborto en toda España en 1985.
Entre 1981 y 1990, las mujeres y personas que practicaban abortos fueron detenidas, juzgadas y condenadas en Barcelona, Asturias, Cantabria, Ourense, Islas Canarias, Valladolid, Salamanca, Madrid, Valencia, Alicante, Elche, Albacete, Málaga, Granada, Sevilla, Murcia, Cáceres y Zaragoza.
El 16 de abril de 1988, la policía de Taroconte cerró una clínica del IVE, la Clínica Gara de Telde, por presuntamente realizar prácticas ilegales para aborto. Detuvieron a veinte mujeres en ese momento.

#### Legalización del aborto en 1985
El aborto fue despenalizado en el Código Penal por primera vez en todo el territorio español en 1985 en tres supuestos: por motivos terapéuticos, por motivos eugenésicos y en caso de violación previa denuncia policial. El aborto sólo era legal en estos casos antes de la semana 22, semana 22 y semana 12 respectivamente.
A finales de los años 1990, en España existían tres prácticas de dosificación estándar para el misoprostol. La primera, con la tasa de éxito más alta de entre noventa y siete y noventa y ocho por ciento, era una dosis de 600 μg seguida de una dosis de 400 μg administrada por vía oral entre 36 y 48 horas después. Esta dosificación solo se realizaba hasta la semana siete, aunque en Inglaterra en ese momento se usaba hasta la semana nueve. El segundo uso estándar del fármaco era combinar 800 μg de misoprostol administrado por vía vaginal con 50 mlg de metotrexato administrado por vía oral. El tercero era 800 μg administrados por vía vaginal una vez al día durante un máximo de tres días. Cuando se utilizaba de esta manera, tenía una tasa de éxito de entre el noventa y el noventa y dos por ciento. Era la más barata de las tres opciones de aborto farmacéutico disponibles en ese período. Este protocolo todavía estaba vigente en las Islas Canarias en 2015.

#### Estadísticas
Los investigadores y el gobierno sabían que había un subregistro del número de abortos que tuvieron lugar en España en 1990. Debido a que las Islas Canarias, Asturias, Madrid, La Rioja y las Islas Baleares tenían las tasas oficiales más altas, se asumió que el subregistro no se estaba produciendo en estas regiones.
De 1990 a 1995 se produjo una reducción del porcentaje de fecundidad de las mujeres de 20 a 24 años, con una tasa del 37%. Hubo una reducción en el porcentaje de embarazo en este grupo de edad, con una tasa inferior al 30%. En toda España, para las mujeres de cuarenta a cuarenta y cuatro años, la tasa de embarazo generalmente disminuyó en el período comprendido entre 1990 y 1995. Las regiones que contrarrestaron esta tendencia y vieron un aumento para este grupo de edad en este período incluyeron las Islas Canarias y La Rioja. El porcentaje de embarazos de niñas adolescentes en la región en 1995 que terminaron en abortos en lugar de nacimientos vivos fue notablemente mayor que en 1990.
| Año  | Provincia              | 1.º | 2.º | 3.º | 4.º | Total | Ref    |
| ---- | ---------------------- | --- | --- | --- | --- | ----- | ------ |
| 1987 | Islas Canarias         | 74  | 99  | 134 | 162 | 469   | [ 76 ] |
| 1987 | Las Palmas             | 27  | 51  | 69  | 82  | 229   | [ 76 ] |
| 1987 | Santa Cruz de Tenerife | 47  | 48  | 65  | 80  | 240   | [ 76 ] |
| 1988 | Islas Canarias         | 61  | 49  | 131 | 24  | 265   | [ 76 ] |
| 1988 | Las Palmas             | 39  | 37  | 59  | 18  | 153   | [ 76 ] |
| 1988 | Santa Cruz de Tenerife | 22  | 12  | 72  | 6   | 112   | [ 76 ] |

| Región               | 1987 | 1988  | 1989  | 1990 | Ref    |
| -------------------- | ---- | ----- | ----- | ---- | ------ |
| España               | 1.99 | 3.07  | 3.56  | 4.29 | [ 77 ] |
| Andalucía            | 0.31 | 1.80  | 1.75  | 1.21 | [ 77 ] |
| Aragón               | 0.89 | 1.88  | 2.52  | 4.12 | [ 77 ] |
| Asturias             | 6.81 | 10.40 | 10.54 | 9.89 | [ 77 ] |
| Islas Baleares       | 1.16 | 2.88  | 3.67  | 6.56 | [ 77 ] |
| Islas Canarias       | 1.39 | 0.77  | 1.47  | 3.76 | [ 77 ] |
| Cantabria            | 3.12 | 6.46  | 6.57  | 6.13 | [ 77 ] |
| Castilla-La Mancha   | 1.63 | 2.19  | 2.68  | 2.87 | [ 77 ] |
| Castilla y León      | 2.85 | 5.52  | 5.90  | 5.88 | [ 77 ] |
| Cataluña             | 0.31 | 0.34  | 0.33  | 5.21 | [ 77 ] |
| Comunidad Valenciana | 4.14 | 4.53  | 6.51  | 6.63 | [ 77 ] |
| Extremadura          | 1.10 | 1.59  | 2.04  | 1.66 | [ 77 ] |
| Galicia              | 0.77 | 1.39  | 1.75  | 2.33 | [ 77 ] |
| Madrid               | 4.91 | 6.33  | 7.3   | 6.65 | [ 77 ] |
| Murcia               | 1.29 | 2.15  | 2.65  | 2.76 | [ 77 ] |
| Navarra              | 2.41 | 2.72  | 2.54  | 1.80 | [ 77 ] |
| País Vasco           | 1.25 | 2.81  | 3.34  | 2.99 | [ 77 ] |
| La Rioja             | 1.80 | 2.44  | 3.46  | 3.87 | [ 77 ] |
| Ceuta y Melilla      | 0.22 | 1.44  | 1.17  | 0.74 | [ 77 ] |

### José María Aznar (1996 – 2004)

#### Estadísticas
El tamaño medio de una familia en las Islas Canarias en 2001 era de 3,41 personas. Entre 2002 y 2007, las Islas Canarias tuvieron la tercera tasa más alta de violencia de género en España, con un 6,2% de las mujeres que presentaron denuncias formales.

### José Luis Rodríguez Zapatero (2004 - 2011)
A mediados de la década de 2000, las Islas Canarias carecían de un protocolo relacionado con el aborto para el personal médico en los centros de salud públicos. En 2009, la región contaba con cuatro centros de salud públicos acreditados que realizaban IVE y cuatro clínicas privadas. La mayoría de los centros que realizaron trámites de IVE en 2005 en las Islas Canarias estaban ubicados en las islas de Gran Canaria y Tenerife. Los hospitales públicos sólo practican abortos en casos muy limitados: en caso de anomalías fetales graves.En 2009, las Islas Canarias era la región donde las mujeres tenían menos probabilidades de conocer sus opciones de aborto en la sanidad pública.

#### Impacto de la ley de 2010 en las Islas Canarias
La Orden de la Comunidad Autónoma de Canarias del Departamento de Canarias de fecha 3 de junio de 2010 es una orden reguladora regional que estableció un comité clínico para abordar los procedimientos de IVE relacionados con anomalías fetales y situaciones en las que el desarrollo fetal no era compatible con la vida fuera del útero. El propósito del comité era tramitar las apelaciones presentadas sobre decisiones clínicas anteriores para permitir que una mujer se sometiera a un procedimiento de IVE que había sido rechazado por no cumplir con el artículo 15c de la ley de 2010.
La Instrucción núm. 14/2010 del Servicio Canario de Salud reguló la implementación de los procedimientos de IVE, incluida la posibilidad de que los médicos se registren como objetores de conciencia completando un formulario donde marcaban con una X los procedimientos de IVE en los que no estaban dispuestos a participar. Había cuatro opciones para distinguir el nivel de objeción de conciencia. Se incluyeron a petición de la mujer, por razones médicas donde exista un riesgo grave para la vida o la salud de la mujer embarazada, por razones médicas donde exista un riesgo grave de anomalías fetales, o por razones médicas donde las anomalías fetales sean incompatibles con la vida para el feto.
A pesar de los cambios legislativos de 2010, el gobierno de las Islas Canarias cambió muy poco su política de aborto. Los abortos sólo se realizaban en tres clínicas privadas, y las mujeres que acudían a la sanidad pública para realizarse un procedimiento eran derivadas a una de ellas. Esto podía provocar que las mujeres tuvieran que esperar días adicionales antes de poder abortar.

#### Estadísticas
En 2004, las Islas Canarias eran una de las tres únicas regiones de España donde la edad media de una mujer que tenía su primer hijo era inferior a 30 años. El motivo citado para más del 95% de los abortos realizados en las Islas Canarias en 2005 fue la salud materna. En 2006, 366 niñas menores de edad residentes en las Islas Canarias abortaron. Esto representó el 8,75% de todos los abortos realizados por mujeres residentes en la región ese año.
Las Islas Canarias tuvieron una de las tasas más altas de abortos por cada 1.000 mujeres de 15 a 44 años en 2009. La tasa fue de 9,36 abortos por cada 1.000 mujeres. Esta fue una disminución desde 2008. En 2009, el 12% de las mujeres de la región conocieron sus opciones de aborto en un centro de salud público. Esto en comparación con el promedio nacional del 43%. En 2009 se realizaron en las Islas Canarias 4.542 procesos de IVE, con un incremento de 4.936 en 2010 según datos del registro de IVE de Servicio Canario de Salud.
En 2010 se realizaron 113.031 abortos en España. En 2014, el nivel nacional había caído un dieciséis por ciento a 94.706 abortos. En este periodo comprendido entre 2010 y 2014, Andalucía, Asturias, Baleares, Canarias, Cataluña, Madrid y Murcia se situaron por encima de los 11 abortos por cada 1.000 mujeres residentes.
En 2011 el 2,8% del total de abortos en España se debieron a riesgo grave de anomalías en las características. Ese año en las Islas Canarias se produjeron 101 abortos por este motivo. En 2011, el 0,3% de todos los abortos en España se produjeron por anomalías fetales incompatibles con la vida o porque el feto padecía una enfermedad extremadamente grave o incurable. Ese año se produjeron en las Islas Canarias ocho abortos por ese motivo.
En 2012 se realizaron en las Islas Canarias 5.994 procedimientos de IVE. En 2012, el grupo de edad con mayor probabilidad de abortar en España era el de las mujeres de 20 a 24 años, el mismo grupo de edad que en Estados Unidos.
| Total | Total | Menos de 15 años | 15-19 años | 20-24 años | 25-29 años | 30-34 años | 35-29 años | 40-44 años | Más de 44 años | Ref    |
| --- | ----- | ---------------- | ---------- | ---------- | ---------- | ---------- | ---------- | ---------- | -------------- | ------ |
| Total | 5003  | 17               | 561        | 1096       | 1217       | 1027       | 746        | 309        | 30             | [ 54 ] |
| Motivo de IVE (criterios de Ley Orgánica 9/1985 utilizados del 1 de enero al 4 de julio de 2010)         |       |                  |            |            |            |            |            |            |                |        |
| Salud maternal                                                                                           | 2211  | 9                | 257        | 492        | 560        | 439        | 308        | 128        | 18             | [ 54 ] |
| Anomalía fetal                                                                                           | 99    | 0                | 1          | 7          | 21         | 23         | 34         | 13         | 0              | [ 54 ] |
| Violación                                                                                                | 0     | 0                | 0          | 0          | 0          | 0          | 0          | 0          | 0              | [ 54 ] |
| Varias otras razones                                                                                     | 0     | 0                | 0          | 0          | 0          | 0          | 0          | 0          | 0              | [ 54 ] |
| No se indica                                                                                             | 0     | 0                | 0          | 0          | 0          | 0          | 0          | 0          | 0              | [ 54 ] |
| Motivo de la IVE (criterios de Ley Orgánica 2/2010 utilizados del 5 de julio al 31 de diciembre de 2010) |       |                  |            |            |            |            |            |            |                |        |
| Por petición de la mujer                                                                                 | 2528  | 8                | 284        | 574        | 600        | 534        | 367        | 149        | 12             | [ 54 ] |
| Grave riesgo para la vida o la salud de la mujer embarazada                                              | 85    | 0                | 16         | 12         | 23         | 13         | 11         | 10         | 0              | [ 54 ] |
| Alto riesgo de anomalía fetal                                                                            | 79    | 0                | 2          | 11         | 13         | 18         | 26         | 9          | 0              | [ 54 ] |
| Varias razones                                                                                           | 1     | 0                | 1          | 0          | 0          | 0          | 0          | 0          | 0              | [ 54 ] |
| No se indica                                                                                             | 0     | 0                | 0          | 0          | 0          | 0          | 0          | 0          | 0              | [ 54 ] |

| Provincia              | Total | Por petición de la mujer | Grave riesgo para la vida o la salud de la mujer embarazada | Alto riesgo de anomalía fetal | Anomalías fetales incompatibles con la vida o enfermedades extremadamente graves e incurables | Varias razones | Ref    |
| ---------------------- | ----- | ------------------------ | ----------------------------------------------------------- | ----------------------------- | --------------------------------------------------------------------------------------------- | -------------- | ------ |
| Islas Canarias         | 5994  | 5783                     | 102                                                         | 101                           | 8                                                                                             | 0              | [ 54 ] |
| Las Palmas             | 3258  | 3151                     | 29                                                          | 74                            | 4                                                                                             | 0              | [ 54 ] |
| Santa Cruz de Tenerife | 2736  | 2632                     | 73                                                          | 27                            | 4                                                                                             | 0              | [ 54 ] |

| Año  | Islas Canarias | Ref    |
| ---- | -------------- | ------ |
| 2010 | 96.18          | [ 87 ] |
| 2011 | 97.63          | [ 87 ] |
| 2012 | 98.06          | [ 87 ] |
| 2013 | 97.4           | [ 87 ] |
| 2014 | 96.84          | [ 87 ] |
| 2015 | 97.81          | [ 87 ] |
| 2016 | 97.49          | [ 87 ] |
| 2017 | 97.71          | [ 87 ] |
| 2018 | 97.22          | [ 87 ] |

### Mariano Rajoy (2011 - 2018)
Durante el gobierno de Rajoy, casi toda la información sobre anticonceptivos de última generación disponibles en el sistema sanitario público fue retirada de los puntos de información sanitaria de la sanidad pública autonómica, y se dejaron de financiar políticas específicamente dirigidas a proteger la libertad y la salud sexual, poniendo en riesgo a colectivos vulnerables como adolescentes y mujeres inmigrantes. Las dos principales excepciones a esto fueron Andalucía y las Islas Canarias. Como parte de sus esfuerzos para aprobar la Ley 11/2009, de 1 de diciembre en Murcia, el Foro de la Familia creó la Fundación REDMADRE en marzo de 2008. Siempre tuvo la intención de ser una organización nacional que ayudara a estigmatizar y tratar de limitar el acceso al aborto a nivel regional, al mismo tiempo que intenta cambiar la ley para criminalizar el aborto. Consiguieron que los legisladores regionales cambiaran las leyes en las Islas Canarias, Castilla-La Mancha, Castilla y León, Valencia, La Rioja, Madrid y Murcia.
En 2014 había cinco centros de salud públicos autorizados para realizar abortos en la región y cuatro clínicas privadas autorizadas.

#### Las reformas propuestas por Ruiz-Gallardón en 2014 y la respuesta en las Islas Canarias
En diciembre de 2013, el Consejo de Ministros del Partido Popular de España aprobó un proyecto de ley llamado la Ley Orgánica de Protección de los Derechos del Concebido y la Mujer Embarazada. La ley representó un retroceso de los derechos de las mujeres en España en relación con el aborto, con la intención de dar marcha atrás a las reformas de 2010. El esfuerzo por cambiar la ley fue impulsado en gran medida por el ministro de Justicia, Alberto Ruiz-Gallardón. El proyecto de ley permitía el aborto en determinadas circunstancias específicas, como si una mujer hubiera sido violada hasta la semana dieciséis de embarazo o si hubiera habido violación, "menoscabo importante y duradero” para la salud física o mental de la mujer o del feto hasta la semana veintidós del embarazo con al menos tres profesionales médicos aprobando el deterioro de la salud. Incluso entonces, el proyecto de ley decía que si las mujeres recibían ese diagnóstico sobre su salud de su médico original y de otros dos de los centros de salud que tenía que visitar para la evaluación, la mujer tendría que recibir información verbal sobre las alternativas al aborto y esperar siete días antes de que pudiera completarse el procedimiento. En aquel momento, el tiempo de espera para la contemplación era de tres días. El proyecto de ley también estipulaba que los menores debían obtener el consentimiento de sus padres o tutores legales antes de someterse a un aborto. El proyecto de ley permitía el procesamiento penal de mujeres que tuvieran abortos que no cumplieran con estos requisitos, y decía que los médicos que realizaran abortos fuera de los nuevos requisitos legales podrían recibir penas de prisión de uno a ocho años. Además, el proyecto de ley prohibía a cualquier centro médico anunciar que ofrecía procedimientos de IVE.El Gobierno de Canarias exigió la retirada inmediata de la propuesta, al tiempo que denunció al Gobierno de Rajoy por no llevar primero el tema a la Conferencia Sectorial de Igualdad.
Las feministas de la región se movilizaron en 2013 y 2014 en respuesta a los cambios propuestos por Alberto Ruiz-Gallardón, siendo en algunos casos las movilizaciones más grandes desde mediados de la década de 1980. El 20 de diciembre de 2013 se celebró una protesta en apoyo del derecho al aborto en Tenerife en la Plaza de la Candelaria. La ruta de la marcha del 1 de febrero de 2014 El tren de la libertad en apoyo al derecho al aborto fue desde Asturias hasta Madrid, y a ella se unieron personas de diferentes regiones de España, incluidas las Islas Canarias.
Alberto Ruiz-Gallardón finalmente se vio obligado a dimitir de su cargo en septiembre de 2014 tras fracasar en su capacidad para impulsar los controvertidos cambios a la legislación del aborto. El cambio de ley propuesto había empoderado al PSOE y creado divisiones internas dentro de su propio partido.

### Pedro Sánchez (2018-presente)
En 2022 había cuatro clínicas privadas y cuatro clínicas públicas. En el período comprendido entre 2019 y 2022, la región afirmó que no derivaban a mujeres de la salud pública a otras regiones para realizarse un proceso de IVE.
Como parte de los cambios en la ley de 2010, el artículo 14 exigía que las mujeres que deseaban abortar recibieran un sobre cerrado que contenía información sobre las ayudas públicas disponibles durante el embarazo y parto, información sobre derechos laborales durante el embarazo y la maternidad, incluidas prestaciones públicas para el cuidado de los hijos, beneficios fiscales y otra información sobre incentivos relacionados con el parto. También se exigía que se les diera información sobre los centros a los que podían acudir para obtener información sobre anticoncepción y sexo seguro. Por último, se exigía que se les proporcione información sobre los lugares a los que pueden acudir para obtener asesoramiento y asistencia antes y después de la interrupción del embarazo. En Canarias en 2021, el sobre entregado a las mujeres no incluía información sobre anticoncepción y sexo seguro, ni lugares a los que acudir para recibir asesoramiento antes y después de la interrupción del embarazo. La dotación de 2021 en la región no incluía información sobre las prestaciones de maternidad regionales, solo las nacionales. El sobre proporcionado por la región se basaba en uno obsoleto de 2010.

#### Impacto de las reformas de 2022 en las Islas Canarias
El Ministerio de Igualdad envió una carta al Gobierno regional en mayo de 2023 para recordarles que los cambios en la ley del aborto en febrero de 2022 implicaban que todos los hospitales públicos debían contar con médicos que estuvieran dispuestos a realizar un aborto y que las unidades de ginecología de estos hospitales no podían contar únicamente con objetores de conciencia. El Ministerio de Igualdad dijo al Gobierno regional que, si era necesario, debían contratar médicos que realizaran procedimientos de interrupción voluntaria del embarazo si no hubiera ninguno en plantilla. La ley establece que se garantiza a las mujeres el acceso a servicios de aborto hasta la semana catorce en un centro de salud público cercano a su hogar.
La Plataforma Canarias por la Vida en mayo de 2022 criticó los cambios en la ley de aborto de España a principios de ese año que permitían a las mujeres menores de edad abortar sin el consentimiento de sus padres. La organización antiaborto afirmó que permitir esto significaba que las niñas estaban siendo abandonadas en un momento particularmente vulnerable. También criticaron la eliminación del período de reflexión para un aborto y la falta de requisitos para que las mujeres fueran obligadas a ver una ecografía del feto, y el destino de los restos del feto o las consecuencias de la decisión de tener una interrupción voluntaria del embarazo. Romina Gemignani fue portavoz de Plataforma Canarias por la Vida en 2022.
La nueva ley significaba que el gobierno de Canarias tenía que hacer una reestructuración para permitir que los abortos se realizaran en hospitales públicos, y al mismo tiempo descubrir cómo lidiar con la objeción de conciencia por parte de los miembros del personal sanitario. El plan era crear una lista de objetores de conciencia similar a la que tenía el gobierno para la ley de eutanasia.

#### Estadísticas
En 2019, la tasa de interrupciones voluntarias del embarazo por cada 1.000 mujeres residentes de 15 a 44 años fue de 12,10. Este fue un aumento con respecto a 2018, cuando la tasa era de 11,56. La media nacional en España en 2019 fue de 11,53 y en 2018 fue de 11,12. En 2020, el 58% de los abortos se produjeron antes de la octava semana de embarazo. El 3,5% de los procedimientos de IVE en 2020 se realizaron ante anomalías en el feto o riesgos para la gestante. Las restantes fueron por libre elección de la mujer. La mayoría de los abortos, 3.176 en total, afectaron a mujeres de entre veinte y treinta y cuatro años, mientras que sólo 399 afectaron a niñas de entre quince y diecinueve años. En 2021 se realizaron más interrupciones voluntarias de embarazos en clínicas privadas de la región que en públicas. Esto reflejó tendencias nacionales más amplias. En 2022, hubo 10,76 interrupciones voluntarias del embarazo por cada 1.000 mujeres en la región. Esto se compara con un promedio nacional de 11,68 por cada 1.000 mujeres. Ese año se produjeron 465 interrupciones voluntarias del embarazo en mujeres menores de 20 años.
| Año            | 2022  | 2021  | 2020  | 2019  | 2018  | 2017  | 2016  | 2015  | 2014  | Ref            |
| -------------- | ----- | ----- | ----- | ----- | ----- | ----- | ----- | ----- | ----- | -------------- |
| Canarias       | 10.76 | 10.61 | 10.88 | 12.10 | 11.56 | 11.29 | 11.41 | 11.58 | 11.87 | [ 20 ] [ 103 ] |
| Total (España) | 11.68 | 10.70 | 10.33 | 11.53 | 11.12 | 10.51 | 10.36 | 10.40 | 10.46 | [ 20 ]         |

| Año  | # de denegaciones | # de aprobaciones | ref     |
| ---- | ----------------- | ----------------- | ------- |
| 2018 | 2                 | 70                | [ 104 ] |
| 2019 | 1                 | 59                | [ 104 ] |
| 2020 | 2                 | 59                | [ 104 ] |
| 2021 | 5                 | 38                | [ 104 ] |

## Provincias

### Las Palmas
Ocasionalmente se abrieron procesos penales en Las Palmas durante la dictadura de Franco.
El 16 de abril de 1988, la policía de Taroconte cerró una clínica del IVE, la Clínica Gara de Telde, por presuntamente realizar prácticas ilegales de aborto. Detuvieron a veinte mujeres en ese momento.
En 2011 en las Islas Canarias había tres clínicas privadas autorizadas para realizar procedimientos de IVE en 2011 hasta la semana catorce. Una estaba situado en Gran Canaria.
En 2012, al solicitar a la sanidad pública un aborto que se realizaría en una clínica privada, las mujeres primero debían pasar por su Área de Salud correspondiente, en Gran Canaria, Puerto del Rosaria en Fuenteventura, Arrecife en Lanzarote y Santa Cruz de la Palma.
En 2022, eran cinco los hospitales públicos que practicaban abortos en las Islas Canarias. Estaban ubicados en las islas de Gran Canaria, Fuerteventura y Lanzarote.
| Tipo de procesamiento                      | Provincia  | Región         | 1971 | 1972 | 1973 | 1974 | 1975 | Total | Ref     |
| ------------------------------------------ | ---------- | -------------- | ---- | ---- | ---- | ---- | ---- | ----- | ------- |
| Sumarios de Emergencia, Ordinarios y otros | Las Palmas | Islas Canarias | 2    | 4    | 1    | 3    | 1    | 11    | [ 107 ] |
| Diligencias previas                        | Las Palmas | Islas Canarias | 1    | 1    | 3    | 2    | 2    | 9     | [ 108 ] |

| Año  | Provincia  | 1.er cuarto | 2.º cuarto | 3.er cuarto | 4.º cuarto | Total | Ref    |
| ---- | ---------- | ----------- | ---------- | ----------- | ---------- | ----- | ------ |
| 1987 | Las Palmas | 27          | 51         | 69          | 82         | 229   | [ 76 ] |
| 1988 | Las Palmas | 39          | 37         | 59          | 18         | 153   | [ 76 ] |

| Provincia  | Total | Por petición de la mujer | Grave riesgo para la vida o la salud de la mujer embarazada. | Alto riesgo de anomalía fetal | Anomalías fetales incompatibles con la vida o enfermedades extremadamente graves e incurables | Varias razones | Ref    |
| ---------- | ----- | ------------------------ | ------------------------------------------------------------ | ----------------------------- | --------------------------------------------------------------------------------------------- | -------------- | ------ |
| Las Palmas | 3258  | 3151                     | 29                                                           | 74                            | 4                                                                                             | 0              | [ 54 ] |

### Santa Cruz de Tenerife
Ocasionalmente se abrieron procesos penales en Santa Cruz de Tenerife durante la dictadura franquista. Santa Cruz de Tenerife fue la cuarta provincia con más diligencias previas incoadas por el delito de aborto en 1975 con ocho, muy por detrás de Asturias con noventa y dos y ligeramente por delante de las provincias Valladolid y León empatadas en el quinto puesto con seis diligencias cada una.
Entre 1989 y 2018, la Consejería de Sanidad provincial informó que cada año se había practicado al menos un aborto en Santa Cruz de Tenerife. No hubo ningún aborto en Santa Cruz de Tenerife en 1988.
| Tipo de procesamiento                      | Provincia              | Región         | 1971 | 1972 | 1973 | 1974 | 1975 | Total | Ref     |
| ------------------------------------------ | ---------------------- | -------------- | ---- | ---- | ---- | ---- | ---- | ----- | ------- |
| Sumarios de Emergencia, Ordinarios y otros | Santa Cruz de Tenerife | Islas Canarias | 6    | 2    | 1    | 3    | 2    | 14    | [ 111 ] |
| Diligencias previas                        | Santa Cruz de Tenerife | Islas Canarias | 2    | 1    | 4    | 1    | 8    | 16    | [ 112 ] |

| Año  | Provincia              | 1.º | 2.º | 3.º | 4.º | Total | Ref    |
| ---- | ---------------------- | --- | --- | --- | --- | ----- | ------ |
| 1987 | Santa Cruz de Tenerife | 47  | 48  | 65  | 80  | 240   | [ 76 ] |
| 1988 | Santa Cruz de Tenerife | 22  | 12  | 72  | 6   | 112   | [ 76 ] |

| Provincia              | Total | Por petición de la mujer | Grave riesgo para la vida o la salud de la mujer embarazada. | Alto riesgo de anomalía fetal | Anomalías fetales incompatibles con la vida o enfermedades extremadamente graves e incurables | Varias razones | Ref    |
| ---------------------- | ----- | ------------------------ | ------------------------------------------------------------ | ----------------------------- | --------------------------------------------------------------------------------------------- | -------------- | ------ |
| Santa Cruz de Tenerife | 2736  | 2632                     | 73                                                           | 27                            | 4                                                                                             | 0              | [ 54 ] |